# تنها مرد محله
تنها مرد محله فیلمی به کارگردانی داوود اسماعیلی و نویسندگی رضا عقیلی محصول سال ۱۳۵۱ است.

## خلاصه داستان
عده ای جاهل، به سرکردگی مصطفی گاوی (محمدعلی زرندی) به قهوه‌خانه‌ای می‌روند و چشم‌های عکس اکبرخان (یدالله شیراندامی) پهلوان محل را، که به دیوار قهوه‌خانه نصب است، با چاقو درمی‌آورند. آنها به قهوه چی می‌گویند اگر اکبرخان چشم‌هایش را می‌خواهد باید به تهران بیاید. اکبر به تهران می‌رود و با علی (مرتضی عقیلی) آشنا می‌شود که ادعا می‌کند قادر است راه و رسم لوطی گری را به او بیاموزد. علی که قصد سرکیسه کردن اکبر را دارد عاقبت تصمیم می‌گیرد با او رو راست باشد. خواهر علی (پوری بنائی) به اکبر علاقه نشان می‌دهد، اما علی رقاصه ای به نام شهین (فرنگیس فروهر) را با اکبر آشنا می‌کند. اکبر ابتدا با چند تا از آدم‌های مصطفی گاوی روبرو می‌شود و پس از زد و خورد با آنها رو در روی مصطفی گاوی قرار می‌گیرد و پشت او را به خاک می‌مالد. پس از آن اکبر همراه خواهر علی به زادگاهش بازمی‌گردد.

## بازیگران
- پوری بنایی
- یدالله شیراندامی
- فرنگیس فروهر
- محمدعلی زرندی
- حسین شهاب
- رضا حاجیان
- علی رجبی
- رضاپور
- مرتضی عقیلی
- تقی‌نژاد
- جوکار
- دواتگر
- اصغر بیچاره
- عزت‌الله رمضانی فر